# Rebecca Lutter
Rebecca Lutter, geborene Rebecca Garbe (* 1930 in Stolp; † Mai 2014 in Bonn) war eine deutsche Autorin und Lyrikerin.

## Leben
Lutter wuchs in Stolp in Hinterpommern als Tochter des Rechtsanwalts Dr. Günther Garbe und seiner Frau Johanna auf. Nach der Flucht ihrer Familie über Mecklenburg nach Ostfriesland ging sie nach Kriegsende in Jever zur Schule, studierte dann Germanistik und Altphilologie und arbeitete als Lehrerin im Ruhrgebiet. In ihren späteren Jahren lebte sie mit ihrer Familie in Bonn. Gedichte von ihr erschienen in verschiedenen Zeitschriften und Anthologien; 1984 legte sie ihren ersten Gedichtband Die Taube ruft morgens den Regen vor, im selben Jahr wurde ihre Prosaarbeit Ratlose Heimkehr vom ostdeutschen Kulturrat ausgezeichnet. 1989 erschien bei Langen Müller ihr Buch Sommerwege unterm Schnee.

## Werk
Rebacca Lutter begann ihre schriftstellerische Arbeit erst spät. Drei autobiographisch bestimmte Prosaarbeiten und drei Lyrikbände sind zwischen 1984 und 2010 erschienen. In ihrem 1989 erschienenen Buch Sommerwege unterm Schnee erzählte Rebecca Lutter von der Kindheit in Stolp, von Ferientagen in Voßberg und vom Abschied von der Heimat im Januar 1945. In Bernsteinwege, erschienen 1996, beschrieb sie den Fluchtweg ihrer Familie nach Mecklenburg; das folgende Buch Von hellen und von dunklen Tagen (2006) handelt vom Neubeginn der Familie in Ostfriesland, enthält aber auch Geschichten, die zeitlich in der Gegenwart spielen wie Der Max-Stein oder Die heiligen drei Könige von Slupsk. Zudem legte sie zwei Lyrikbände vor, zunächst Die Taube ruft morgens den Regen (1984), gefolgt von Windkatzenspielzeug (2010).

## Werke
- Die Taube ruft morgens den Regen. 1984.
- Sommerwege unterm Schnee. Langen Müller, 1989.
- Bernsteinwege. Langen-Müller, München 2001, ISBN 978-3-7844-2541-2.
- In Staubgefäßen aufbewahrt. Gilles & Francke, Duisburg 1998, ISBN 3-925348-47-6.
- Von hellen und von dunklen Tagen. 2006.
- Windkatzenspielzeug Gilles & Francke, Duisburg 2010. ISBN 3-925348-90-5.